# Staples (Minnesota)
Staples ist eine Kleinstadt (mit dem Status „City“) im Wadena und im Todd County im US-amerikanischen Bundesstaat Minnesota. Das U.S. Census Bureau hat bei der Volkszählung 2020 eine Einwohnerzahl von 2.989 ermittelt.

## Geografie
Staples liegt im Zentrum Minnesotas, unweit des südlichen Ufers des Crow Wing River, einem rechten Nebenfluss des oberen Mississippi. Die geografischen Koordinaten von Staples sind 46°21′20″ nördlicher Breite und 94°47′32″ westlicher Länge. Das Stadtgebiet erstreckt sich über eine Fläche von 12,12 km².
Benachbarte Orte von Staples sind Motley (12,1 km östlich), Clarissa (35,9 km südsüdwestlich), Bertha (29,8 km südwestlich), Hewitt (25,4 km westlich) und Aldrich (11,5 km westnordwestlich).
Die nächstgelegenen größeren Städte sind Fargo in North Dakota (175 km nordwestlich), Duluth am Oberen See (229 km ostnordöstlich), Minneapolis (219 km südöstlich), Minnesotas Hauptstadt Saint Paul (237 km in der gleichen Richtung) und Sioux Falls in South Dakota (402 km südwestlich).
Die Grenze zu Kanada befindet sich 318 km nördlich.

## Verkehr
Als Hauptstraße verläuft der U.S. Highway 10 durch Staples und trifft auf die Minnesota State Route 210. Alle weiteren Straßen sind untergeordnete Landstraßen, teils unbefestigte Fahrwege sowie innerörtliche Verbindungsstraßen.
Parallel zum US 10 verläuft eine Eisenbahnlinie der BNSF Railway, von der eine weitere Strecke nach Süden abzweigt. Die Strecke der BNSF wird auch für den Personenverkehr von Amtrak, genutzt, die in Staples eine Station unterhält.
Mit dem Staples Municipal Airport befindet sich im nördlichen Stadtgebiet ein kleiner Flugplatz. Der nächste Regionalflughafen ist der Brainerd Lakes Regional Airport (54,3 km östlich); der nächste Großflughafen ist der Minneapolis-Saint Paul International Airport (242 km südöstlich).

## Demografische Daten
Nach der Volkszählung im Jahr 2010 lebten in Staples 2981 Menschen in 1222 Haushalten. Die Bevölkerungsdichte betrug 246 Einwohner pro Quadratkilometer. In den 1222 Haushalten lebten statistisch je 2,26 Personen.
Ethnisch betrachtet setzte sich die Bevölkerung zusammen aus 95,9 Prozent Weißen, 0,5 Prozent Afroamerikanern, 0,9 Prozent amerikanischen Ureinwohnern, 0,7 Prozent Asiaten sowie 0,3 Prozent aus anderen ethnischen Gruppen; 1,6 Prozent stammten von zwei oder mehr Ethnien ab. Unabhängig von der ethnischen Zugehörigkeit waren 1,5 Prozent der Bevölkerung spanischer oder lateinamerikanischer Abstammung.
24,1 Prozent der Bevölkerung waren unter 18 Jahre alt, 54,3 Prozent waren zwischen 18 und 64 und 21,6 Prozent waren 65 Jahre oder älter. 52,4 Prozent der Bevölkerung war weiblich.

Das mittlere jährliche Einkommen eines Haushalts lag bei 23.948 USD. Das Pro-Kopf-Einkommen betrug 15.802 USD. 33,9 Prozent der Einwohner lebten unterhalb der Armutsgrenze.